# Кеймарт
„Kmart“ е верига от универсални магазини в Съединените американски щати, Пуерто Рико, Гуам и Американските Вирджински острови. Присъства също в Австралия и Нова Зеландия като „Kmart Australia“, макар че американската верига няма връзка и дялово участие.
Това е третата най-голяма верига дискаунтъри в света след Wal Mart и Target. Веригата се слива със „Sears“ през 2005 г., създавайки Sears Holding Corporation.

## История на компанията
Компанията е основана през 1899 г. от S. S. Kresge, като много евтина верига от магазини. Първият истински хипермаркет, носещ името Kmart, е основан през 1962 г. от Sebastian S. Kresge, в Гардън Сити, Мичиган. Същата година се отварят общо 18 магазина.
През 1970-те години Kmart влиза в състезанието между големите „продавачи на дребно“. През 1977 г. името на компанията се променя от S. S. Kresge Corporation на Kmart Corporation. През 1987 г. корпорацията продава веригите си Kresge и Jupiter на американската компания McCrory Stores, но канадската Kresge продължава да действа до 1994 г.
През 1980-те години успехът на компанията започва да се променя. Много магазини Kmart започват да остаряват и да се рушат. През 1990-те години се реновират много магазини. Въпреки това до средата на 1990-те повечето магазини от веригата не се променят, като дори има такива, които не са ремонтирани.
Kmart се опитва да възстанови изгубеното си реноме. Компанията започва също да предлага ексклузивно стоките с марки Martha Stewart, Kathy Ireland и Jaclyn Smith. Други разпознаваеми марки, които започват да се предлагат, са носещите името и логото на „Дисни“ и „Улица Сезам“. Rosie O'Donnell и Penny Marshall са измежду най-известните лица, рекламиращи в Kmart. През 1994 г. Kmart закриват 110 магазина.
През 2001 г. скандал, въвличащ Martha Stewart, очерня образа на компанията. В допълнение Kmart влиза в спор с Wal Mart по използването на сходна рекламна кампания. През август 2001 г. Target дават под съд Kmart, като предявява претенции, че кампанията „Dare to Compare“ уронва престижа им.
Kmart спира всички продажби на оръжие и амуниции 2 дни след атентатите от 11 септември 2001 г. През 2002 г. фирмата е на прага на фалита. Малко след кризата финансистът Едуард Лампърт купува облигации на Kmart, поема контрол над компанията и започва да действа за постигането на печеливша замяна или продажба.
След отстраняването на Конавей и Шварц, Kmart затварят над 300 магазина в САЩ и оставят над 34 000 работници без работа като част от преструктурирането на компанията. Kmart представят 5 прототипа на магазини с ново лого, разположение и цвят в различни градове, но нямат достатъчно средства, за да направят напълно обновлението. Някои от новите прототипи за магазините отпадат.

## Обединение със „Sears“
На 17 ноември 2004 г. Kmart обявяват своето намерение за покупка на веригата от хипермаркети Sears. Като част от сливането „Kmart Holding Corporation“ променя името си на „Sears Holding Corporation“. Новата фирма обявява, че ще продължи да оперира с марките Sears и Kmart.

## 2019 – настояще: по-нататъшен спад
В края на 2019 г. е обявено масовото затваряне на 120 магазина Kmart.
През ноември 2019 г. Kmart обявява затварянето на още 45 магазина през февруари 2020 г. На 6 февруари 2020 г. Kmart обявява, че ще затвори още 15 магазина.
Към април 2022 г. в САЩ остават само 3 локации: в Маями, Флорида; Уестууд, Ню Джърси; и Бриджхамптън, Ню Йорк.

## Магазини

### Kmart
Верига от универсални дискаунтъри, които са обикновено разположени самостоятелно (извън молове или др. търговски комплекси) със самостоятелни паркинги или разположени на т.нар. стрип молове или плази (търг. комплекс от няколко по-големи магазина, няколко малки и няколко заведения, банки и др. с общ паркинг). Този вид Kmart магазини е стандартен и в него се продават електроника, музика, филми, обзавеждане за спални и спални принадлежности, кухненски и домашни прибори, спортни стоки, облекло, обувки, играчки, офис принадлежности, продукти за здравето и красота, козметика, аксесоари за дома и ограничен набор от хранителни продукти (пакетирани и безалкохолни). Много магазини също имат градински център, аптека и К-кафе или пица-павилион. Имат площ от 7400 до 10 200 m². Много от тези магазини са преструктурирани в Super Kmart и Big Kmart. Градският вариант на Kmart (за градските центрове) е магазини на няколко нива. Такива хипермаркети има в Ню Йорк.

### Big Kmart
Верига от универсални дискаунтъри (хипермаркети), в които се предлага всичко, което има в обикновените Kmart магазини, но с ударение на обзавеждането за дома, детското облекло и повече хранителни продукти. Площта им е от 7800 до 11 100 m². Big Kmart също включва градински център, аптека и К-кафе или пица-павилион. От сливането със Sears част от този вид магазини, които се оказват не толкова печеливши, се превръщат в обикновен Kmart.

### Super Kmart
Верига от хипермаркети, които предлагат всичко, което предлага нормалният Kmart, но имат пълна секция с хранителни стоки, като нормален супермаркет (с месария, пекарна, замразени храни, млечни храни, морска храна, плодове и зеленчуци). Super Kmart има площ от 13 000 до 17 000 m². Тези магазини са известни още като Super Kmart Center. Те включват също градински център, отдел за отдаване под наем на видеокасети, клон на местна банка, аптека и отново кафе или пица-павилион. Някои Super Kmart включват и експресни бензиностанции. Много от този тип магазини затварят през 2002 – 2003 г. Някои от оцелелите се намират в региони, където има слабо присъствие на конкурентната верига Wal Mart (например Охайо и Мичиган). Типичният Super Kmart има оборот от 30 млн. долара годишно.